# Западное Полесье

Регионы Беларуси на XIX — начало XX века:
Понеманье
Поозерье
Поднепровье
Западное Полесье
Восточное Полесье
Центральная Беларусь

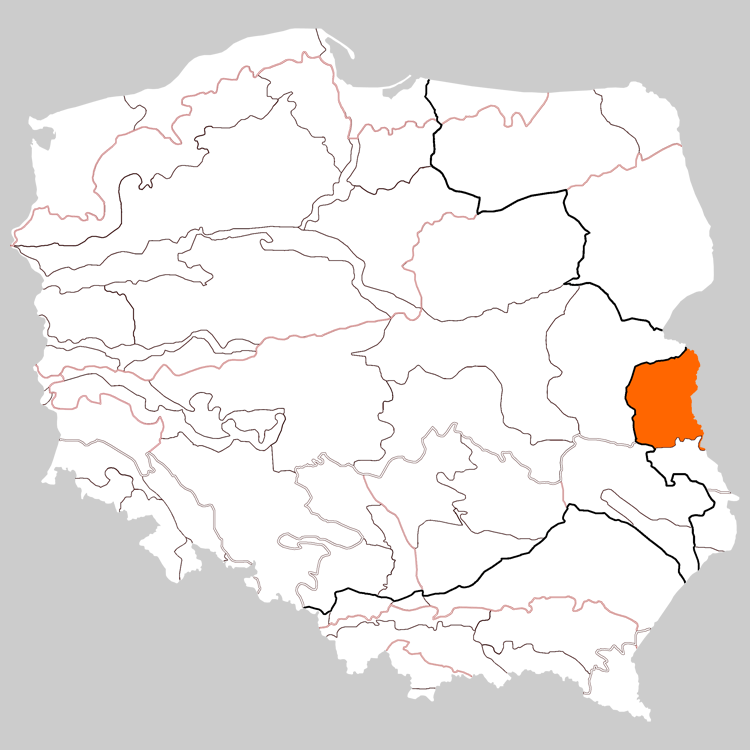
Западное Полесье в Польше

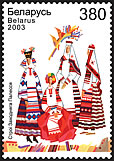
Костюмы Западного Полесья. Почтовая марка Беларуси

Западное Полесье (пол. Polesie Zachodnie, бел. Заходняе Палессе, укр. Західне Полісся) — этнокультурный регион на территории Беларуси, Польши и Украины.

## Территория
Западная часть находится на территории Польши (Люблинское Полесье), северная — Беларуси (Берестейско-Пинское Полесье), южная — Украины (Волынское Полесье).

## История
Западнополесское культурное сообщество сформировалось в догосударственный период. Археологи Ю. Кухаренко, И. Русанова, И. Бируля, О. Иов на основании присутствия парных курганов, особенного типа керамики и поселений, сделали вывод о том, что регион был заселен исключительно волынцами. Не вызывает сомнений принадлежность населения Западного Полесья к дулибскому союзу, потому что самым распространённым типом женских украшений являются кольца в полтора оборота.

## Население
Коренное население разговаривает на западнополесских говорах (в основном белорусская и украинская сторона), а в польской части преимущественно польские диалекты. Люди в основном православные, а на польской стороне однозначно доминируют католики, но сильно распространён протестантизм. Количество жителей небольшое, и только в городах Брест, Бяла-Подляска, Кобрин, Ковель, Пинск — население превышает 50 тысяч человек.

## Внутренние воды
Восточная часть лежит в бассейне реки Днепр, западная — Вислы. Самые большие речки: Припять, Западный Буг, Стыр, Горынь, Ясельда. На территории Западного Полесья находится уникальное озеро Свитязь.